# Stade oranais
Le Stade oranais rugby est un club algérien de rugby à XV et rugby à sept situé à Oran et évoluant en Top 10.

## Histoire
Fondé en 2007, par Sofiane Benhassen et Azzouz Aïb, il est le premier club de rugby en Algérie depuis l'indépendance,.
Le 28 décembre 2015, Sid Ahmed Bendaoud succède à Sofiane Benhassen à la presidence du club amateur Stade oranais. Celui-ci étant élu le 17 novembre 2015, président de la toute nouvelle Fédération algérienne de rugby,.
Le 30 avril 2016, le Stade oranais remporte le tournoi national à Aïn Defla dans la wilaya de Blida, puis le 3 mai 2019 à Blida, lors du tout premier championnat d'Algérie (saison 2018-2019), il devient le premier club de rugby champion d'Algérie.

## Palmarès
- Championnat d'Algérie de rugby à XV :
  - Champion (1) : 2019[8].

- Championnat d'Algérie de rugby à sept :
  - Champion (3) : 2017, 2018, 2019.